# David Hahn
David Hahn (30 oktober 1976 - 27 september 2016) was een man die het meest bekend werd van zijn poging een kweekreactor in zijn achtertuin te bouwen in de Amerikaanse stad Commerce Township, een voorstad van Detroit. Hahn, bijgenaamd "Radioactive Boy Scout", bouwde de reactor in 1994 op 17-jarige leeftijd. Voorafgaand aan de bouw had Hahn al een padvindersbadge gewonnen voor zijn kennis van kernenergie en experimenteerde hij met chemische stoffen. Voor de bouw van de reactor werd hij geïnspireerd na het lezen van het boek The Golden Book of Chemistry Experiments.
Hahn vergaarde meer kennis voor zijn reactor door zich voor te doen als een volwassen wetenschapper of leraar en brieven te sturen naar professionals. Hahn hoopte uiteindelijk een reactor te bouwen door isotopen te gebruiken om gedeelten van thorium en uranium om te zetten naar splijtbare isotopen.
Om het thorium te verkrijgen verbrandde Hahn kousjes van gaslampen, die thorium bevatten. Om het thorium uit de as te zuiveren gebruikte hij lithium, wat op zijn beurt uit batterijen kwam.
Alhoewel Hahns zelfgemaakte kweekreactor traag werkte op een te kleine schaal om genoeg splijtbaar materiaal van atoombomkwaliteit te maken kwam er wel steeds meer en meer radioactiviteit vrij.
Toen Hahn de straling – 1000 keer hoger dan de achtergrondstraling – al kon meten op 5 huizenblokken afstand besloot hij de reactor af te breken.
De politie ontdekte dit alles bij toeval. Nadat Hahn zijn reactor had afgebroken had hij een deel van de reactor achter in zijn auto geplaatst. Nadat de politie hem aanhield op verdenking van het stelen van een reservewiel ontdekte men in de bagageruimte een afgesloten gereedschapskist, waarvan Hahn zei dat die radioactief was. Omdat de politie bang was dat het een bom was, schakelde men de Environmental Protection Agency in, en werd het schuurtje waarin de reactor gemaakt was afgezet, en de resten van de reactor werden begraven in een gecontroleerd gebied in Utah. Hahn werd tijdens de bouw blootgesteld aan een grote dosis ioniserende straling maar weigerde medisch onderzocht te worden.
Hahn hoopte carrière te kunnen maken als specialist in nucleaire wetenschappen, maar dit werd nooit toegestaan door de Amerikaanse overheid. Wel mocht hij bij het leger gaan, waar hij op het – overigens nucleair aangedreven – schip USS Enterprise een baan als zeeman kreeg.
Op 1 augustus 2007 werd Hahn opnieuw aangehouden nadat hij zestien rookmelders had gestolen. Bepaalde typen rookmelders bevatten zeer kleine hoeveelheden Americium 241. De vlekken in zijn gezicht, die te zien zijn op een foto gemaakt na zijn aanhouding, wijzen op blootstelling aan bètastraling. Hahn kon maximaal een gevangenisstraf van vier jaar opgelegd krijgen, maar werd veroordeeld tot een hechtenis van 90 dagen.
Hij overleed op 39-jarige leeftijd in Shelby (Oceana County, Michigan).